# Leptonema stigmaticum
Leptonema stigmaticum is een schietmot uit de familie Hydropsychidae. De soort komt voor in het Neotropisch gebied.